# Volker Rattemeyer
Volker Rattemeyer (* 14. März 1943 in Osnabrück) ist ein deutscher Kunsthistoriker. Von 1987 bis 2010 leitete er das Museum Wiesbaden.

## Leben
Volker Rattemeyer studierte Psychologie, Kunstgeschichte und freie bildende Kunst in Kassel, Bochum und Osnabrück. Zu seinen Mentoren gehörte Arnold Bode, der Gründungsvater der Kasseler documenta. In den 1970er Jahren war er wissenschaftlicher Mitarbeiter am Institut für Psychologie der Universität Bochum. 1977 wurde Rattemeyer mit einer Untersuchung über das Studium der freien Kunst an den bundesrepublikanischen Kunstakademien zum Dr. phil. promoviert. Von 1977 bis 1987 leitete er die Arbeitsgruppe Kunst im Wissenschaftlichen Zentrum für Berufs- und Hochschulforschung der Universität Kassel. In dieser Zeit veröffentlichte er Studien zur Kunstausbildung, zur Geschichte und Zukunft der documenta und zu den ersten 20 Jahren der Art Cologne. Im Museum Fridericianum und in der Kasseler Orangerie kuratierte er Ausstellungen mit Werken des deutschen und europäischen künstlerischen Nachwuchses. Zum 1. September 1987 erfolgte die Berufung Rattemeyers zum Leiter des Museums Wiesbaden. Diese Position bekleidete er bis zu seiner Pensionierung Ende September 2010. Sein Nachfolger wurde Alexander Klar. Seitdem lebt er als Autor in Kassel und Wiesbaden. Er ist Beiratsmitglied mehrerer Stiftungen. Seit Dezember 2004 war er Vorstandsvorsitzender der kultur.initiative.rhein.main. Am 2. Juli 2010 erhielt er den Hessischen Verdienstorden verliehen.
Christian Rattemeyer (* 1971), Kurator am Museum of Modern Art in New York, ist sein Sohn.

## Wirken
Zu Beginn der 1990er Jahre entwickelte Rattemeyer weitreichende Vorschläge für eine bauliche Erneuerung und konzeptionelle Profilbildung des Museums Wiesbaden. Den Kern dieser Vorschläge bildete das Konzept eines Museums für Kunst und Natur. Auf der Basis umfänglicher Sanierungsarbeiten konnte er dieses Konzept zwischen 1991 und 2010 schrittweise umsetzen. Bei seinem Ausscheiden aus dem Museum stand es kurz vor der Vollendung.
Für die Kunstsammlung des Museums erarbeitete Rattemeyer ein auf den internationalen zeitgenössischen Dialog zielendes Profil mit den drei Sammlungsschwerpunkten „Alexej von Jawlensky und der deutsche Expressionismus“, „Konstruktive Positionen der ersten beiden Generationen“ und „Internationale Kunst seit den 1960er Jahren“. Um diesen Schwerpunkten ein unverwechselbares Gesicht zu geben, verfolgte Rattemeyer eine auf Nachhaltigkeit angelegte Strategie, bei der sich Erwerbungen, Schenkungen und Dauerleihgaben mit einer Ausstellungspolitik verbanden, die sich am Sammlungsausbau orientierte.
Im Mittelpunkt stand der gezielte Ausbau der Wiesbadener Sammlung von Werken des Malers Alexej von Jawlensky und in deren Umfeld die Positionierung der expressionistischen Sammlung Hanna Bekker vom Rath sowie weiterer Werke aus dem Umfeld der Künstlergruppen Der Blaue Reiter und Die Brücke. Eine Wegmarke war aber auch der gezielte Sammlungsausbau im Bereich konstruktivistischer Positionen mit dem bedeutenden Werkkonvolut von Friedrich Vordemberge-Gildewart, dessen Nachlass inzwischen beim Museum Wiesbaden wissenschaftlich betreut wird. Im Bereich internationaler Positionen der Kunst seit 1960 fühlte sich Rattemeyer einer von ihm selbst als „Stille Avantgarde“ bezeichneten Haltung verpflichtet. Durch die Erwerbung von Schlüsselwerken zahlreicher documenta-Künstler und damit verbundene monographischen Ausstellungen gelang es ihm, die Sammlungen des Museums Wiesbaden erstmals auch im Felde der internationalen zeitgenössischen Kunst zu positionieren. Künstlerinnen und Künstlern wie Joseph Beuys, Christian Boltanski, Jochen Gerz, Eva Hesse, Rebecca Horn, Donald Judd, Ilya Kabakov, Kazuo Katase, Ingeborg Lüscher, Robert Mangold, Brice Marden, Agnes Martin, Christiane Möbus, Micha Ullman, Franz Erhard Walther und Dorothee von Windheim richtete er werkbezogene Künstlerräume ein. Im Themenschwerpunkt Malerei, der beim Museum Wiesbaden traditionell durch Alexej von Jawlensky und Otto Ritschl repräsentiert wurde, setzte Rattemeyer neue Akzente durch Erwerbungen, Dauerleihgaben und Ausstellungen mit Werken von Künstlern wie Ulrich Erben, Gotthard Graubner, Alan Green, Ad Reinhardt und Mark Rothko.
Zwei große Sonderausstellungen am Beginn und am Ende von Rattemeyers Amtszeit widmeten sich den Themen Künstlerinnen des 20. Jahrhunderts (1990) und Das Geistige in der Kunst – Vom Blauen Reiter zum Abstrakten Expressionismus (2010/11). Insgesamt richtete Rattemeyer am Museum Wiesbaden mehr als 100 großteils monographische Sonderausstellungen ein.
Für die Sammlung Alter Meister entwickelte er ein Konzept, das abweicht von der üblichen Gliederung nach kunsthistorischen Epochen. An ihre Stelle treten Themenräume mit den Gattungen Religion, Mythologie, Porträt und Stillleben, ergänzt um einen besonderen Raum für das goldene Zeitalter der niederländischen Barockmalerei. Werke von zeitgenössischen Künstlern stehen für den Blick des 21. Jahrhunderts auf die Kunst vorangegangener Zeiten.
Für die Naturhistorische Sammlung wurde von Rattemeyer zwischen 2004 und 2010 eine Neupräsentation unter der Leitlinie „Ästhetik der Natur“ vorbereitet. Im Zentrum stehen die vier Themenräume „Farbe“, „Form“, „Bewegung“ und „Zeit“, in denen die Objekte unter Verwendung von aufwändig sanierten historischen Vitrinen aus den 1920er Jahren ihre Ausstrahlung entfalten. Gestaltung und Szenografie dieser Neupräsentation wurden von Rattemeyer persönlich und im konstruktiven Dialog mit den Abteilungswissenschaftlern und Präparatoren entwickelt.
Die eher auf die Region zielende Sammlung Nassauischer Altertümer erhielt im Laufe von Rattemeyers Amtszeit eine neue Perspektive im Rahmen einer zwischen dem Land Hessen und der Landeshauptstadt Wiesbaden getroffenen Vereinbarung zum Bau eines neu zu gründenden Wiesbadener Stadtmuseums.
Die konzeptionelle Erneuerung des Museums Wiesbaden und seiner ehemals drei Abteilungen war möglich, weil das Land Hessen sich zu Beginn der 1990er Jahre zu einer grundlegenden baulichen Sanierung des Gebäudes entschloss. Diese begann zwischen 1994 und 1997 mit der Sanierung der Kunstsammlung, für die den Architekten Schultze & Schulze damals die Johann-Wilhelm-Lehr-Plakette des Bundes Deutscher Architekten verliehen wurde. Als Nächstes folgte zwischen 2003 und 2006 die Sanierung des Mitteltrakts. Im August 2009 begann die Sanierung der beiden Seitenflügel, die ebenfalls Rattemeyers Planungen folgte. Die ursprünglich für 2011 geplante Wiedereröffnung zog sich bis Mai 2013 hin.
Im Jahre 2007 ernannte die deutsche Sektion des internationalen Kunstkritikerverbandes AICA das Museum Wiesbaden zum Museum des Jahres 2007.

## Publikationen (Auswahl)
- Widersprüche im Spannungsfeld von Ausbildung und beruflicher Wirklichkeit. Das Studium der freien Kunst an bundesrepublikanischen Kunstakademien. Eine berufsfeldbezogene Analyse der Studiensituation zwischen 1945 und 1960. Dissertation. Universität Osnabrück 1977.
- Weiterentwicklung des Kunststudiums unter Berücksichtigung der beruflichen Möglichkeiten der Künstler. Wissenschaftliches Zentrum für Berufs- u. Hochschulforschung, Gesamthochschule Kassel, 1980.
- Studium und Beruf von bildenden Künstlern. Bock, Bad Honnef, 1982, ISBN 3-87066-502-5.
- Chancen und Probleme von Arbeitsmaterialien in der künstlerischen Aus- und Weiterbildung. Wiss. Zentrum für Berufs- u. Hochschulforschung an d. Gesamthochschule Kassel, 1982, ISBN 3-88122-113-1.
- documenta – trendmaker im internationalen Kunstbetrieb? Johannes Stauda Verlag, Kassel 1984.
- 20 Jahre Kunstmarkt: Art Cologne. Bundesverband Deutscher Galerien (Hrsg.), Köln 1986.
- Förderung junger Künstler: 31 Förderinstitutionen, ihre Fördermaßnahmen u. ihre Vergabepraxis. Bundesminister für Bildung und Wissenschaft, 1987.

Rattemeyer war als Museumsdirektor Herausgeber zahlreicher Ausstellungskataloge. Es folgt als Beispiel der letzte von ihm herausgegebene Katalog.
- (Hrsg.): Das Geistige in der Kunst. Vom Blauen Reiter zum Abstrakten Expressionismus. Museum Wiesbaden, Wiesbaden 2010, mit Texten von Herbert Beck, Volker Rattemeyer, Annegret Hoberg, Jelena Hahl-Fontaine, Renate Petzinger, Jörg Daur und anderen, ISBN 978-3-89258-088-1.